# Phân thứ bộ Cá voi
Phân thứ bộ Cá voi (danh pháp khoa học: Cetacea) (từ tiếng La tinh cetus, cá voi) là một phân thứ bộ động vật có vú guốc chẵn gồm các loài như cá voi, cá heo, cá nhà táng, kỳ lân biển và cá heo chuột. Tuy trong tên gọi của nhiều loài có từ "cá", chúng không phải là cá mà thật ra là các loài động vật có vú thủy sinh. Cetus là từ trong tiếng Latinh và được sử dụng trong các tên gọi sinh học để mang nghĩa "cá voi"; ý nghĩa nguyên thủy của nó là "động vật lớn ở biển" là tổng quát hơn. Nó có nguồn gốc từ tiếng Hy Lạp ketos ("quái vật biển"). Cá voi học là một nhánh của khoa học hải dương gắn liền với nghiên cứu các loài cá voi.
Các loài thú dạng cá voi là các loài thú chủ yếu đã thích nghi đầy đủ với cuộc sống dưới nước. Cơ thể của chúng có dạng tựa hình thoi (hình con suốt). Các chi trước bị biến đổi thành chân chèo. Các chi sau nhỏ là cơ quan vết tích; chúng không gắn vào xương sống và bị ẩn trong cơ thể. Đuôi có các thùy đuôi nằm ngang (ở cá thật sự thì các thùy đuôi nằm dọc). Các loài cá voi gần như không có lông, và chúng được cách nhiệt bởi một lớp mỡ cá voi dày. Khi xét tổng thể như một nhóm động vật thì các loài cá voi đáng chú ý ở chỗ chúng có trí thông minh cao.
Phân thứ bộ này chứa khoảng 89 loài, gần như tất cả sống ở đại dương, ngoại trừ 5 loài cá heo nước ngọt. Các loài còn sinh tồn trong bộ này được chia thành hai phân bộ là Mysticeti (cá voi tấm sừng) và Odontoceti (cá voi có răng, bao gồm trong đó cả các loài cá heo).

## Tiến hóa
Các loài cá voi đã tiến hóa từ các động vật có vú sống trên đất liền (có thể nhất là từ tổ tiên chung là các dạng động vật ăn thịt có móng guốc, cùng nhánh chị em đồng tiến hóa kia là các động vật guốc chẵn (Artiodactyla) như lợn và hà mã). Chúng có lẽ đã thích nghi với cuộc sống đại dương vào khoảng 50 triệu năm trước.
Artiodactyla, nếu như loại bỏ nhóm Cetacea, là một nhóm đa ngành. Vì lý do này, thuật ngữ khoa học Cetartiodactyla (cá voi+guốc chẵn) đã được tạo ra để chỉ nhóm chứa cả động vật guốc chẵn và cá voi (mặc dù vấn đề có thể dễ dàng giải quyết bằng cách coi Cetacea là một phân nhóm của Artiodactyla).
|           |             |             | 137px      |                        |                        |
| Pakicetus | Ambulocetus | Kutchicetus | Protocetus | Janjucetus (Mysticeti) | Squalodon (Odontoceti) |

|              | Ruminantia                                                 |
|              |                                                            |
| Whippomorpha | \| \| Hippopotamidae \| \| \| \| \| \| Cetacea \| \| \| \| |
|              | \| \| Hippopotamidae \| \| \| \| \| \| Cetacea \| \| \| \| |
|              | Hippopotamidae                                             |
|              |                                                            |
|              | Cetacea                                                    |
|              |                                                            |

|  | Hippopotamidae |
|  |                |
|  | Cetacea        |
|  |                |

|              | Ruminantia                                                 |
|              |                                                            |
| Whippomorpha | \| \| Hippopotamidae \| \| \| \| \| \| Cetacea \| \| \| \| |
|              | \| \| Hippopotamidae \| \| \| \| \| \| Cetacea \| \| \| \| |
|              | Hippopotamidae                                             |
|              |                                                            |
|              | Cetacea                                                    |
|              |                                                            |

|  | Hippopotamidae |
|  |                |
|  | Cetacea        |
|  |                |

|              | Ruminantia                                                 |
|              |                                                            |
| Whippomorpha | \| \| Hippopotamidae \| \| \| \| \| \| Cetacea \| \| \| \| |
|              | \| \| Hippopotamidae \| \| \| \| \| \| Cetacea \| \| \| \| |
|              | Hippopotamidae                                             |
|              |                                                            |
|              | Cetacea                                                    |
|              |                                                            |

|  | Hippopotamidae |
|  |                |
|  | Cetacea        |
|  |                |

|              | Ruminantia                                                 |
|              |                                                            |
| Whippomorpha | \| \| Hippopotamidae \| \| \| \| \| \| Cetacea \| \| \| \| |
|              | \| \| Hippopotamidae \| \| \| \| \| \| Cetacea \| \| \| \| |
|              | Hippopotamidae                                             |
|              |                                                            |
|              | Cetacea                                                    |
|              |                                                            |

|  | Hippopotamidae |
|  |                |
|  | Cetacea        |
|  |                |

## Thích nghi với cuộc sống dưới nước
Trong khoảng thời gian vài triệu năm thuộc thế Eocen, các động vật dạng cá voi đã quay lại sống dưới biển, nơi đã từng là hốc sinh thái cho các dạng động vật săn mồi to lớn, kiếm ăn ở bề mặt nước nhưng đã bị bỏ hoang kể từ khi các loài bò sát của các nhóm Mosasaur (họ Mosasauridae) và Plesiosaur (phân bộ Plesiosauroidea) bị tuyệt chủng. Do sự tăng lên của không gian sinh sống nên đã không có giới hạn tự nhiên đối với kích thước của động vật dạng cá voi (cũng nghĩa là trọng lượng cơ thể mà các chân của chúng có thể duy trì được) do nước có sức nổi. Cũng chính vì thế mà chúng không còn cần tới các chân nữa.
Cũng trong khoảng thời gian này, động vật dạng cá voi đã mất dần đi các thuộc tính phù hợp cho sự sinh tồn trên đất liền và thu được các cơ chế thích nghi với cuộc sống dưới nước. Các chi sau biến mất và cơ thể của chúng trở thành thon và thuôn hơn – hình dạng cho phép chúng có thể di chuyển nhanh trong nước. Đuôi nguyên thủy của chúng cũng chuyển dạng thành một cặp thùy đuôi có tác dụng dẫn lái khi chuyển động theo chiều dọc.
Như là một phần của quá trình thuôn hóa này, các xương trong các chi trước của cá voi đã hợp nhất lại với nhau. Theo dòng thời gian, cái trước đây là các chân trước đã trở thành một khối đặc gồm xương, mỡ và mô, tạo ra các chân chèo rất hiệu quả và làm cân bằng kích thước to lớn của chúng.
Để duy trì nhiệt cơ thể trong các vùng biển lạnh, các loài cá voi cũng đã phát triển lớp mỡ cá voi, lớp chất béo dày nằm giữa lớp da bên ngoài và lớp thịt bên trong, có vai trò như nguồn cung cấp năng lượng trong trường hợp cấp thiết. Ở một vài loài cá voi thì lớp mỡ này dày tới hơn 30 cm (1 ft). Không còn nhu cầu giữ ấm cơ thể từ bên ngoài nữa nên lớp lông của động vật dạng cá voi dần dần biến mất, tiếp tục làm giảm lực ma sát của khối cơ thể đồ sộ đối với nước.
Xương nhỏ ở tai trong gọi là xương búa bị hợp nhất với các thành của hốc xương nơi chứa các xương tai trong, làm cho việc nghe trong không khí gần như là không thể. Thay vì thế, sóng âm được truyền tải qua các xương hàm và xương hộp sọ.

## Hô hấp
Do các dạng cá voi là động vật có vú nên chúng cần lấy oxy (quá trình hô hấp) trong không khí. Vì thế, chúng cần bơi tới gần mặt nước để thở ra không khí chứa nhiều dioxide cacbon và hít vào không khí chứa nhiều oxy. Khi chúng bổ nhào xuống, các cơ khép lại lỗ phun nước (lỗ mũi), và nó bị khép chặt cho đến khi cá voi lại nổi lên bề mặt trong lần kế tiếp. Khi nó thực hiện công việc trao đổi khí thì các cơ lại mở lỗ phun nước để xả ra và hít vào không khí.
Các lỗ phun nước của cá voi đã tiến hóa để nằm ở vị trí trên đỉnh đầu, cho phép chúng gia tăng tốc độ xả không khí cũ và hít vào không khí mới. Khi không khí cũ, được làm ấm từ phổi, được thở ra, nó bị ngưng tụ lại do nó tiếp xúc với không khí lạnh hơn ở bên ngoài. Giống như động vật có vú trên đất liền thở ra trong những ngày lạnh giá, một đám nhỏ 'hơi nước' xuất hiện tựa như khói. Đám hơi nước này có hình dạng, độ cao, góc phun đặc trưng riêng cho từng loài. Vì thế, các loài cá voi có thể được những thợ săn cá voi hay những người theo dõi cá voi giàu kinh nghiệm nhận dạng từ xa bằng cách sử dụng đặc trưng này.

## Thị giác
Các mắt của động vật dạng cá voi nằm ở hai bên trên phần phía sau của chiếc đầu lớn. Điều này có nghĩa là các dạng cá voi với 'mõm' nhọn (như các loài cá heo) sẽ có thị giác tốt hơn khi nhìn về phía trước và phía sau nhưng các dạng cá voi khác với đầu tù (như cá nhà táng), có thể nhìn tốt sang hai bên nhưng không thể nhìn trực tiếp về phía trước và phía sau. Các tuyến nước mắt của chúng tiết ra nước mắt trơn nhờn, giúp bảo vệ mắt trước nước mặn của biển cả. Cá voi cũng có thủy tinh thể gần như hình cầu trong mắt, có hiệu quả tập trung cao nhất đối với cường độ sáng yếu trong vùng nước sâu. Để bù lại cho thị giác nói chung là kém (ngoại trừ cá heo) là thính giác cực tốt.

## Thính giác
Giống như mắt, các tai của động vật dạng cá voi cũng nhỏ. Cuộc sống dưới nước đã làm tiêu giảm các tai ngoài của chúng, mà chức năng của nó là thu thập các sóng âm thanh trong không gian và tập trung chúng nhằm mục tiêu cho chúng đủ mạnh để có thể nghe tốt. Tuy nhiên, do nước là môi trường truyền âm tốt hơn nhiều so với không khí, nên tai ngoài không còn là cần thiết nữa. Nó chỉ còn là một lỗ nhỏ trên da, ngay phía sau các mắt. Tuy nhiên, tai trong đã phát triển đủ tốt đến mức các loài cá voi có thể cảm nhận và nghe các âm thanh từ xa hàng chục dặm mà chúng còn có thể phân biệt được là âm thanh đến từ hướng nào.

## Định vị bằng âm thanh
Một vài loài cá voi còn có thể định vị bằng tiếng vang. Nhiều loài cá voi có răng phát ra các tiếng lách cách tương tự như các âm thanh trong định vị bằng tiếng vang, nhưng người ta vẫn chưa chứng minh được là chúng định vị bằng tiếng vang hay không. Các dạng cá voi tấm sừng hàm (Mysticeti) ít có nhu cầu định vị bằng tiếng vang, do chúng chỉ săn bắt các loài cá nhỏ và sẽ là không thực tế khi định vị bằng tiếng vang. Một số thành viên trong nhóm cá voi có răng (Odontoceti), như một vài dạng cá heo, thực hiện việc định vị bằng tiếng vang. Các dạng cá voi này sử dụng âm thanh tương tự như ở dơi (bộ Chiroptera) – chúng phát ra âm thanh (gọi là tiếng lách cách), các sóng âm này đi tới vật thể và bị phản xạ trở lại nơi phát ra. Từ âm thanh phản xạ trở lại này mà cá voi có thể phân biệt được kích thước, hình dáng, đặc trưng bề mặt và chuyển động của vật thể, cũng như xác định được khoảng cách đến vật thể đó. Với khả năng này cá voi có thể tìm kiếm, săn đuổi và bắt các con mồi bơi nhanh trong bóng tối hoàn toàn. Việc định vị bằng tiếng vang khá phát triển ở phần lớn các loài cá voi có răng và chúng có thể phân biệt được vật thể là con mồi và vật thể không là con mồi (như tàu thuyền, con người). Các dạng cá voi nuôi nhốt có thể được huấn luyện để phân biệt được các quả bóng với hình dạng và kích thước khác nhau.
Cá voi cũng có thể sử dụng âm thanh để liên lạc, với nhiều kiểu âm thanh khác nhau.

## Ăn uống

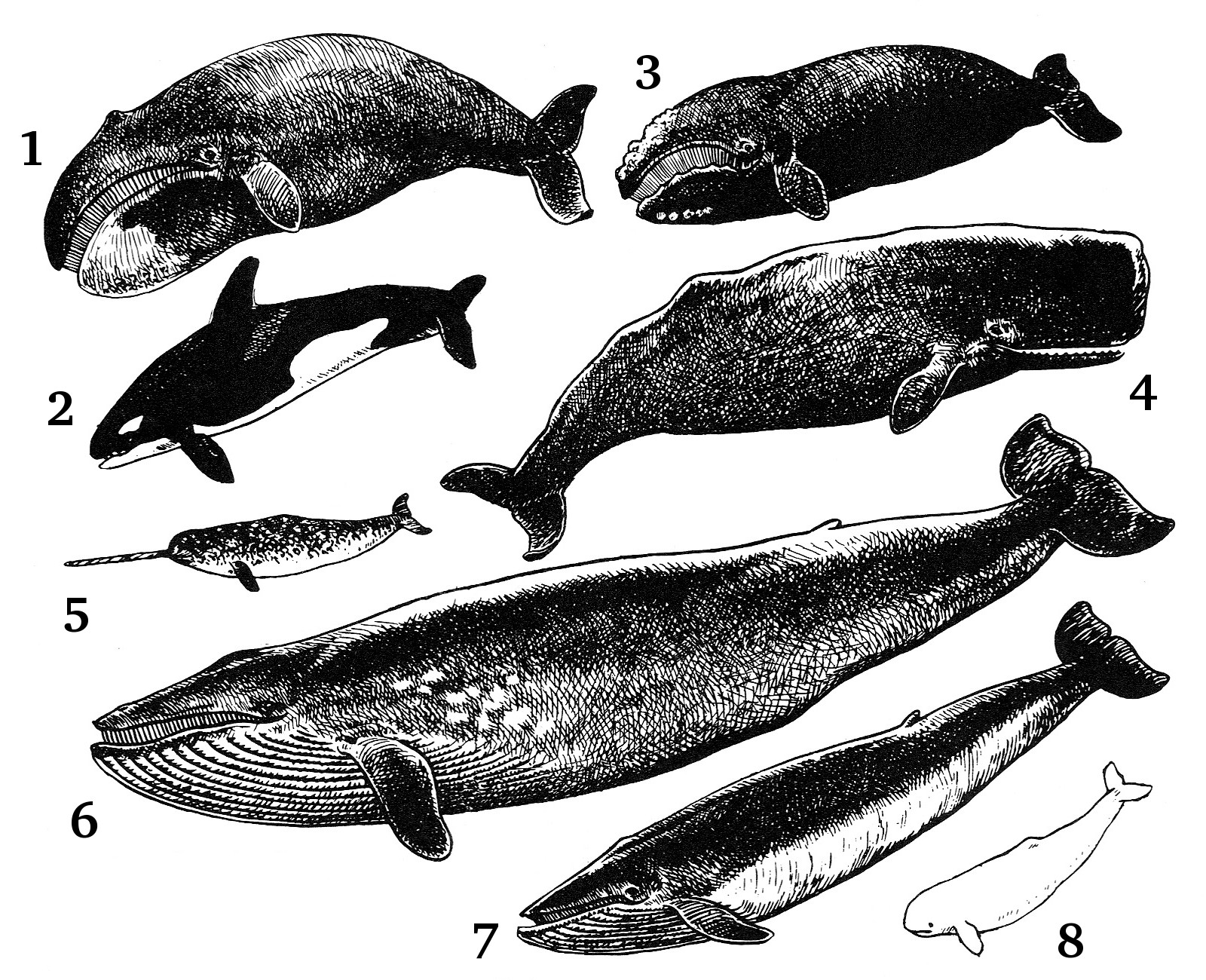
Các dạng cá voi khác nhau: 1- Cá voi đầu cong; 2- Cá hổ kình; 3- Cá voi đầu bò; 4- Cá nhà táng; 5- Kỳ lân biển; 6- Cá voi xanh; 7- Cá voi lưng xám; 8- Cá voi trắng.

Các dạng cá voi có thể chia thành hai nhóm khác biệt theo kiểu ăn uống. Nhóm 'cá voi có răng' (Odontoceti) như cá nhà táng, cá voi trắng, các loài cá heo, thông thường có nhiều răng, được sử dụng để bắt cá, mực hay các động vật biển khác. Chúng không nhai thức ăn mà nuốt toàn bộ. Trong một số ít trường hợp khi chúng bắt được các con mồi lớn, chẳng hạn khi cá hổ kình (Orcinus orca) bắt được hải cẩu, chúng xé con mồi thành các 'khúc' và nuốt toàn bộ.
Các dạng 'cá voi tấm sừng hàm' (Mysticeti) không có răng, thay vì thế chúng có các tấm làm từ kêratin (tương tự như các chất ở móng tay người) thả rủ xuống từ hàm trên. Các tấm sừng này có vai trò như một bộ lọc khổng lồ, lọc ra các động vật nhỏ (như động vật nhuyễn thể và cá) từ luồng nước biển. Các dạng cá voi trong nhóm này có cá voi xanh, cá voi lưng gù, cá voi đầu cong và cá voi lưng xám.
Không phải mọi loài cá voi của nhóm Mysticeti đều có thức ăn là sinh vật phù du. Các loài cá voi lớn trong nhóm này có xu hướng ăn các dạng cá nhỏ tụ tập thành đàn, như cá trích và cá mòi. Một loài trong nhóm Mysticeti, cá voi xám (Eschrichtius robustus), là động vật ăn ở tầng đáy, chủ yếu săn bắt các loài động vật giáp xác ở đáy biển (tôm, cua).

## Bản chất thú
Các dạng cá voi là các động vật có vú, nghĩa là chúng là thành viên của lớp Mammalia. Họ hàng gần gũi nhất còn sinh tồn của các dạng cá voi là hà mã.
Là động vật có vú nên các dạng cá voi có các đặc trưng chung của nhóm động vật này. Chúng là động vật máu nóng, hít thở không khí bằng phổi, sinh con non và nuôi chúng bằng cách cho chúng bú sữa do mẹ tiết ra, có lông (mặc dù rất ít).
Một cách khác để phân biệt các dạng cá voi với cá thật sự là theo hình dạng đuôi. Đuôi của cá có dạng đứng thẳng và chuyển động từ bên này sang bên kia khi cá bơi lượn trong khi đuôi của các dạng cá voi – gọi là "thùy đuôi" – nằm ngang và chuyển động theo kiểu lên xuống, do các xương sống của cá voi bị uốn cong tương tự như ở xương sống của người.

## Phân loại

So sánh kích thước của các loài dạng cá voi còn sinh tồn.

Phân loại trong bài này là gần giống như phân loại của Dale W. Rice trong Marine Mammals of the World: Systematics and Distribution (1998), một dẫn chiếu phân loại chuẩn mực trong lĩnh vực này. Nó cũng gần giống như phân loại trong Mammal Species of the World: ấn bản lần 3 (Wilson và Reeder chủ biên, 2005). Các khác biệt được ghi chú bằng cách sử dụng các viết tắt tương ứng như "Rice" và "MSW3". Các khác biệt khác do các phát hiện gần đây cũng được lưu ý. Xem thêm Danh sách các dạng cá voi tuyệt chủng để có thông tin về các họ đã tuyệt chủng.
Về danh pháp đồng nghĩa hay phân loài, đọc thêm các bài viết về các chi và loài tương ứng.
| - BỘ CETACEA - Phân bộ Mysticeti: Cá voi tấm sừng hàm - Họ Balaenidae: Cá voi đầu bò và cá voi đầu cong - Chi Balaena - Cá voi đầu cong, Balaena mysticetus - Chi Eubalaena - Cá voi đầu bò Bắc Đại Tây Dương, Eubalaena glacialis - Cá voi đầu bò Bắc Thái Bình Dương, Eubalaena japonica - Cá voi đầu bò phương nam, Eubalaena australis - Họ Balaenopteridae: Cá voi lưng xám - Phân họ Balaenopterinae - Chi Balaenoptera - Cá voi Minke, Balaenoptera acutorostrata - Cá voi Minke Nam Cực, Balaenoptera bonaerensis - Cá voi Sei, Balaenoptera borealis - Cá voi Bryde, Balaenoptera brydei - Cá voi Eden Balaenoptera edeni - Rice liệt kê như là một loài, MSW3 thì không. - Cá voi Omura Balaenoptera omurai - Cá voi xanh, Balaenoptera musculus - Cá voi vây, Balaenoptera physalus - Phân họ Megapterinae - Chi Megaptera - Cá voi lưng gù, Megaptera novaeangliae - † Chi Eobalaenoptera - † Cá voi Harrison, Eobalaenoptera harrisoni - Họ Eschrichtiidae - Chi Eschrichtius - Cá voi xám, Eschrichtius robustus - Họ Neobalaenidae: Cá voi đầu bò lùn - Chi Caperea - Cá voi đầu bò lùn, Caperea marginata - Phân bộ Odontoceti: Cá voi có răng - Họ Delphinidae: Họ Cá heo mỏ - Chi Cephalorhynchus - Cá heo Commerson, Cephalorhyncus commersonii - Cá heo Chile, Cephalorhyncus eutropia - Cá heo Heaviside, Cephalorhyncus heavisidii - Cá heo Hector, Cephalorhyncus hectori - Chi Delphinus - Cá heo mõm dài, Delphinus capensis - Cá heo mõm ngắn, Delphinus delphis - Cá heo Ả Rập, Delphinus tropicalis. Rice công nhận như một loài. MSW3 thì không. - Chi Feresa - Cá hổ kình lùn, Feresa attenuata - Chi Globicephala - Cá voi đầu tròn vây ngắn, Globicephala macrorhyncus - Cá voi đầu tròn vây dài, Globicephala melas - Chi Grampus - Cá heo Risso, Grampus griseus - Chi Lagenodelphis - Cá heo Fraser, Lagenodelphis hosei - Chi Lagenorhynchus - Cá heo hông trắng Đại Tây Dương, Lagenorhynchus acutus - Cá heo mõm trắng, Lagenorhynchus albirostris - Cá heo Peale, Lagenorhynchus australis - Cá heo vằn chữ thập, Lagenorhynchus cruciger - Cá heo hông trắng Thái Bình Dương, Lagenorhynchus obliquidens - Cá heo sẫm màu, Lagenorhynchus obscurus - Chi Lissodelphis - Cá heo đầu bò phương bắc, Lissodelphis borealis - Cá heo đầu bò phương nam, Lissodelphis peronii - Chi Orcaella - Cá heo sông Irrawaddy, Orcaella brevirostris - Cá heo vây hếch Australia, Orcaella heinsohni. Phát hiện năm 2005, chưa được công nhận trong cả Rice lẫn MSW3 và đang được xem xét. - Chi Orcinus - Cá hổ kình, Orcinus orca - Chi Peponocephala - Cá voi đầu dưa, Peponocephala electra - Chi Pseudorca - Giả hổ kình, Pseudorca crassidens - Chi Sotalia - Cá heo Tucuxi, Sotalia fluviatilis, xem thông tin trong bài viết về loài này - Chi Sousa - Cá heo lưng bướu Thái Bình Dương, Sousa chinensis - Cá heo lưng bướu Ấn Độ Dương, Sousa plumbea - Cá heo lưng bướu Đại Tây Dương, Sousa teuszii - Chi Stenella - Cá heo đốm nhiệt đới, Stenella attenuata - Cá heo Clymene, Stenella clymene - Cá heo vằn, Stenella coeruleoalba - Cá heo đốm Đại Tây Dương, Stenella frontalis - Cá heo Spinner, Stenella longirostris - Chi Steno - Cá heo răng nhám, Steno bredanensis - Chi Tursiops - Rice và MSW3 đồng thuận (nhưng không dứt khoát) về loài này, xem bài viết cụ thể về loài để có chi tiết. - Cá heo mũi chai Ấn Độ Dương, Tursiops aduncus - Cá heo mũi chai, Tursiops truncatus - Họ Monodontidae - Chi Delphinapterus - Cá voi trắng, Delphinapterus leucas - Chi Monodon - Kỳ lân biển, Monodon monoceros - Họ Phocoenidae: Các dạng cá heo chuột - Chi Neophocaena - Cá heo không vây, Neophocaena phocoenoides - Chi Phocoena - Cá heo bốn mắt, Phocoena dioptrica - Cá heo cảng, Phocoena phocaena - Cá heo California, Phocoena sinus - Cá heo Burmeister, Phocoena spinipinnis - Chi Phocoenoides - Cá heo Dall, Phocoenoides dalli - Họ Physeteridae: Họ Cá nhà táng - Chi Physeter - Cá nhà táng, Physeter macrocephalus - Họ Kogiidae - MSW3 coi Kogia là thành viên của họ Physeteridae - Chi Kogia - Cá nhà táng nhỏ, Kogia breviceps - Cá nhà táng lùn, Kogia sima - Siêu họ Platanistoidea: Cá heo sông - Họ Iniidae - Chi Inia - Cá heo sông Araguaia, Inia araguaiaensis - Cá heo sông Amazon, Inia geoffrensis - Họ Lipotidae - MSW3 coi Lipotes là thành viên của họ Iniidae - Chi Lipotes - †? Cá heo sông Dương Tử, Lipotes vexillifer - Họ Pontoporiidae - MSW3 coi Pontoporia là thành viên của họ Iniidae - Chi Pontoporia - Cá heo La Plata, Pontoporia blainvillei - Họ Platanistidae - Chi Platanista - Cá heo sông Ấn và sông Hằng, Platanista gangetica. MSW3 coi Platanista minor là một loài riêng biệt, với các tên gọi phổ biến tương ứng là cá heo sông Hằng và cá heo sông Ấn. - Họ Ziphidae, Cá voi mõm khoằm - Chi Berardius - Cá voi mõm khoằm Arnoux, Berardius arnuxii - Cá voi mõm khoằm Baird (Cá voi mũi chai Bắc Thái Bình Dương), Berardius bairdii - Phân họ Hyperoodontidae - Chi Hyperoodon - Cá voi mũi chai phương bắc, Hyperoodon ampullatus - Cá voi mũi chai phương nam, Hyperoodon planifrons - Chi Indopacetus - Cá voi mõm khoằm Longman (Cá voi mõm khoằm Ấn Độ Dương-Thái Bình Dương), Indopacetus pacificus - Chi Mesoplodon, Cá voi Mesoplodont - Cá voi mõm khoằm Sowerby, Mesoplodon bidens - Cá voi mõm khoằm Andrews, Mesoplodon bowdoini - Cá voi mõm khoằm Hubbs, Mesoplodon carlhubbsi - Cá voi mõm khoằm Blainville, Mesoplodon densirostris - Cá voi mõm khoằm Gervais, Mesoplodon europaeus - Cá voi mõm khoằm răng bạch quả, Mesoplodon ginkgodens - Cá voi mõm khoằm Gray, Mesoplodon grayi - Cá voi mõm khoằm Hector, Mesoplodon hectori - Cá voi mõm khoằm Layard, Mesoplodon layardii - Cá voi mõm khoằm True, Mesoplodon mirus - Cá voi mõm khoằm Perrin, Mesoplodon perrini. Loài này được công nhận năm 2002 và liệt kê trong MSW3 nhưng không trong Rice. - Cá voi mõm khoằm nhỏ, Mesoplodon peruvianus - Cá voi mõm khoằm Stejneger, Mesoplodon stejnegeri - Cá voi răng thuổng, Mesoplodon traversii - Chi Tasmacetus - Cá voi mõm khoằm Tasman (Shepherd's Beaked Whale), Tasmacetus shepherdi - Chi Ziphius - Cá voi mõm khoằm Cuvier, Ziphius cavirostris - Phân bộ Cá voi cổ †Archaeoceti - Họ Pakicetidae - Chi Pakicetus - Chi Nalacetus - Chi Ichthyolestes - Họ Ambulocetidae - Chi Ambulocetus - Chi Gandakasia - Chi Himalayacetus - Họ Remingtonocetidae - Chi Andrewsiphius - Chi Attockicetus - Chi Dalanistes - Chi Kutchicetus - Chi Remingtonocetus - Họ Protocetidae - Phân họ Georgiacetinae - Chi Babiacetus - Chi Carolinacetus - Chi Eocetus - Chi Georgiacetus - Chi Natchitochia - Chi Pappocetus - Phân họ Makaracetinae - Chi Makaracetus - Phân họ Protocetinae - Chi Artiocetus - Chi Crenatocetus - Chi Gaviacetus - Chi Indocetus - Chi Maiacetus - Chi Protocetus - Chi Qaisracetus - Chi Rodhocetus - Chi Takracetus - Họ Basilosauridae - Phân họ Basilosaurinae - Chi Basilosaurus - Chi Basiloterus - Phân họ Dorudontinae - Chi Ancalecetus - Chi Chrysocetus - Chi Cynthiacetus - Chi Dorudon - Chi Saghacetus - Chi Zygorhiza - Phân họ Kekenodontinae - Chi Kekenodon - Chi Phococetus - Phân họ Stromeriinae - Chi Stromerius †Tuyệt chủng |

## Cá voi và con người

### Các mối đe dọa
Các mối đe dọa đối với các loài cá voi xuất phát từ 2 nguyên nhân trực tiếp và gián tiếp của con người. Nguyên nhân trực tiếp đó là săn bắt, còn nguyên nhân gián tiếp đó là ô nhiễm môi trường và do hoạt động câu cá.

### Săn bắt cá voi
Trong thời trung cổ con người săn cá voi với mục đích là lấy thịt, nguyên liệu để sản xuất dầu cá voi, và xương hàm được dùng làm nhà ở.
Trong thế kỷ 18, 19, con người săn cá voi lấy xương để làm khung áo ngực và váy xòe. Ngoài ra, tinh trùng của cá nhà táng đã được sử dụng làm chất bôi trơn cho máy móc và long diên hương làm nguyên liệu cho ngành công nghiệp dược phẩm và cho nước hoa. Trong nửa sau thế 19, các loại lao mốc được sử dụng rộng rãi trong việc săn cá voi làm gia tăng số lượng cá voi bị giết.
Các tàu nhỏ được nâng cấp thành tàu có thể chở cá voi và được trang bị các động cơ hơi nước. Trong nửa đầu thế kỷ 20, cá voi có vai trò quan trọng trong việc cung cấp nguyên liệu cho ngành công nghiệp. Do đó, chúng bị săn bắt mạnh mẽ, trong thập niên 1930, hơn 30.000 con cá voi bị giết mỗi năm. Sau đó cứ tăng thêm mỗi năm hơn 40.000 con đến thập niên 1960.
Những nỗ lực đầu tiên để bảo vệ cá voi đã được đưa ra năm 1931. Theo đó loài cá voi lưng gù là loài đặc biệt quý hiếm cùng với khoảng 100 loài khác được bảo vệ trên toàn thế giới. Năm 1946, là Ủy ban Cá voi quốc tế được thành lập để kiểm soát số lượng cá voi và bảo vệ chúng. Việc giết cá voi cho mục đích thương mại đã bị cấm trên toàn thế giới bởi tốc chức này từ năm 1985 đến 2005. Tuy nhiên, cá voi vẫn bị săn bắn. Đặc biệt là các tàu đánh bắt cá voi của Nhật Bản, họ săn bắt nhiều loài cá voi khác nhau được cho là phục vụ mục đích nghiên cứu khoa học. Greenland và một số người dân bản địa đánh bắt cá voi là cách sinh sống truyền thống của họ. Iceland và Na Uy không ra lệnh cấm và vẫn để mở việc đánh bắt cá voi thương mại.

## Ô nhiễm môi trường
Sự gia tăng các chất ô nhiễm trong biển ảnh hưởng đến đời sống của các loài cá voi, đặc biệt là kim loại nặng, xác thực vật và các chất diệt công trùng không bị phân hủy sinh học. Các kim loại nặng đi vào thực vật và con mồi, tiếp theo là đi vào cơ thể các loài cá voi. Kết quả là các loài này dễ nhiễm bệnh và số lượng cá thể đang dần dần suy giảm.
Việc tầng ôzôn bị phá hủy cũng ảnh hưởng đến các loài cá voi do các sinh vật phù du rất nhạy cảm với các bức xạ và làm chậm quá trình sinh sản của các phiêu sinh này. Yếu tố này làm giảm lượng cung cấp thức ăn, đặc biệt đối với những loài có kích thước lớn như cá voi tấm sừng hàm.
Tác dụng tương tự có thể xảy ra là sự axít hóa đại dương do sự hấp thu mạnh cacbon dioxide của đại dương làm cho nước có tính axit. Các yếu tố này làm giảm khả năng tạo khung xương của tảo và các sinh vật khác. Từ đó, các loài cá voi phụ thuộc vào loại thức ăn sinh vật phù du này một cách trực tiếp hoặc gián tiếp (qua một vài mắc xích trước khi đến cá voi) sẽ bị ảnh hưởng.
Các hoạt động quân sự và khảo sát địa chất biển và đại dương dùng sóng âm thanh trong các máy Sonar cùng với những vụ nổ lớn và hoạt động hàng hải ngày càng gây ra nhiều tiếng ồn trong các đại dương. Đối với những loài động vật sử dụng sóng âm để định hướng và truyền thông tin, các hoạt động trên không chỉ cản trở mà còn tạo ra nỗi sợ hãi thường xuyên cho chúng. Điều này làm cho lượng khí trong mạch máu tăng gây ra tắc nghẽn mạch máu giống như các tai nạn lặn sâu mà trồi lên nhanh ở con người. Người ta ghi nhận rằng, sau các cuộc tập trận hải quân, hàng loạt cá voi chết tấp vào bờ có hiện tượng xuất bọt khí trong máu.